# Premocar 6-40A
Der Premocar 6-40A, der Ende 1920 für das Modelljahr 1921 erschien, war ein US-amerikanischer Mittelklasse-Personenwagen der 1919 aus der Preston Motor Car Company hervorgegangenen Preston Motors Corporation. Er war das bedeutendere von zwei Modellen und wurde bis 1923 in ca. 550 Exemplaren gebaut.

## Prototyp 6-40
Vom Prototyp Premocar 6-40 ist nur bekannt, dass er einen Sechszylinder-Schiebermotor System Fischer / Mondex Magic erhielt. Dieser Motor war vom Schweizer Konstrukteur Martin Fischer entwickelt worden, erreichte aber nie die Bedeutung des ungleich bekannteren Knight-Schiebermotors. In Europa wurde er nur von De Bazelaire aus Paris und im Delaugère & Clayette 2.7 litres Type SS ("SS": Sans Soupapes; ventillos) aus Orléans verwendet. Es scheint auch eine Zusammenarbeit mit der Schweizerischen Industrie-Gesellschaft (SIG) gegeben zu haben. Die Aristos Company in New York City versuchte das Oberklasse-Fahrzeug Mondex-Magic mit 40- und 60 HP-Fischermotoren zu vermarkten. Auch die Palmer & Singer Manufacturing Company experimentierte kurz vor ihrer Schließung 1914 mit dem Motor.
Das Fahrzeug sollte zu einem Listenpreis von US$ 2290,- in den Verkauf gelangen. Zeitlich kann der Premocar-Prototyp in die Zeit nach der Reorganisation 1919 bis Sommer 1920 eingeordnet werden. Es scheint nur ein Fahrzeug mit diesem Motor entstanden zu sein. Die Vermutung liegt nahe, dass es sich um diesen Prototyp gehandelt hat. Er  wurde offenbar von der Stadt Birmingham dazu verwendet, hochgestellte Besucher zu chauffieren. Darunter waren US-Präsident Warren G. Harding – wahrscheinlich im Oktober 1921 – und der Komponist John Philip Sousa.

## Modellgeschichte
Der Premocar 6-40 war das "Volumenmodell" der Marke. Einige wenige Exemplare wurden 1921 mit einem vom Rennsport abgeleiteten, deutlich stärkeren Rochester-Duesenberg Vierzylindermotor ausgestattet und gelangten als Premocar 4-80 zum zweieinhalbfachen Preis in den Verkauf. Beide hatten ein konventionelles Fahrgestell und Hinterradantrieb. Der Motor des 6-40A ist recht gut dokumentiert, weil er von verschiedenen kleineren Autobauern verwendet wurde. Darunter finden sich Apperson, Maibohm / Courier, Fremont und Handley. Für den Premocar aus Alabama waren die meisten dieser Hersteller nur indirekte Mitbewerber in einem immer noch stark regionalisierten Markt.
Ebenfalls zeittypisch wechselten die angebotenen Karosserievarianten oder zumindest deren Bezeichnungen von Modelljahr zu Modelljahr. Sein bestes Jahr hatte Premocar 1921 mit 223 verkauften Fahrzeugen. Die weitaus meisten davon dürften 6-40A gewesen sein.

## Technik
Das Gewicht des 6-40A Touring wurde 1921 mit 2831 lb (1284 kg) angegeben.

### Motor
Der Sechszylindermotor war zugekauft von der Falls Motor Corporation in Sheboygan Falls (Wisconsin). Es handelt sich um einen Reihenmotor mit OHV-Ventilsteuerung ("valve-in-head"), dreifach gelagerter Kurbelwelle, Schleuderschmierung mit Ölpumpe und Thermosiphon-Wasserkühlung. Die Gemischbildung erfolgte mittels Stromberg-Vergaser; für 1921 ist auch ein Zenith-Vergaser belegt.
Der Hubraum dieses Motors beträgt 195,825 c.i. (3209 cm³) bei einer Bohrung von 5,13 Zoll (79,4 mm) und einem Hub von 4,25 Zoll (108 mm). Für den Premocar 6-40A wird eine Leistung von 35 bhp (26.1 kW) @ 2100/min vermerkt, woraus sich eine spezifische Leistung von 10,9 bhp/Liter ergibt. Eine andere Quelle führt pauschal 40 bhp an, was 29,8 kW entspricht. Das auf die Zylinderbohrung abgestellte N.A.C.C.-Rating beträgt 23,44 HP

### Kraftübertragung
Der Motor war vorne angebracht. Leider sind nur unvollständige Daten verfügbar, die, sofern nicht anders bezeichnet, für das verkürzte Modelljahr 1923 gelten. Es ist anzunehmen, dass sie auch für die früheren Jahre anwendbar sind. Die Kraft wurde über ein Dreiganggetriebe (zeittypisch wohl mit unsynchronisierten Gängen) und einer Mehrscheiben-Trockenkupplung und Kardanwelle auf die Hinterachse übertragen. Diese war halbtragend ausgeführt; d. h. die Antriebswellen nahmen einen Teil des Fahrzeuggewichts auf. Das Differential hatte Spiralverzahnung. 1921 war es mit 4.66 : 1 untersetzt, 1923 mit 5.09 : 1. Für 1922 liegen keine Angaben vor. Zu beachten ist, das die Hersteller in der Regel optional andere Untersetzungen anboten.

### Fahrgestell und Aufhängung
Das Fahrzeug hatte einen vorne liegenden Motor. Da nichts anderes erwähnt wird, kann zeittypisch von einem konventionellen Leiterrahmen mit Starrachsen ausgegangen werden. Der Radstand von 117 Zoll (2972 mm) ist durchgängig nachweisbar. Auch hier liegen für 1923 weitere Daten vor, die mit einiger Sicherheit auf die vorherigen Modelljahre übertragbar sind. Demnach hatte der 6-40A rundum Halbelliptik-Blattfedern und eine Schneckenlenkung. Vorderradbremsen kamen erst Mitte der 1920er Jahre auf und waren zunächst umstritten. Auch die Bremsen des 6-40A wirkten nur auf die Hinterachse, wobei die Betriebsbremse als Außenbacken-Trommelbremse ausgeführt war und die Handbremse mit Innenbacken. Eine hydraulische Unterstützung wird nicht erwähnt und wäre unüblich gewesen. Die Räder des 6-40A hatten 1921 die Dimension 32 × 3½ Zoll; für 1922 und 1923 sind 32 × 4 Zoll vermerkt. Für das Modelljahr 1921 sind hölzerne Räder nachgewiesen; Abbildungen zeigen sie als sog. "Artillerieräder".

### Karosserien
Die Herkunft der Karosserien ist unbekannt. Oft wurden sie von spezialisierten Betrieben zugekauft, andere wie etwa Maibohm Motors oder die Handley-Knight Company warun selber für deren Herstellung eingerichtet. Die Verkaufspreise schließen hierbei Anfertigungen von Hand praktisch aus; es handelte sich demnach um Serienkarosserien, die zu dieser Zeit üblicherweise aus einem Holzgerippe mit Blechbeplankung bestanden. Die angebotenen Varianten finden sich in der nachstehenden Modellübersicht.

## Modellübersicht
| Modell | Bj.  | Motor                     | Hubraum c.i. / cm³ | Leistung bhp / kW | Radstand Zoll / mm | Karosserie      | Preise US$    | Bemerkungen       |
| ------ | ---- | ------------------------- | ------------------ | ----------------- | ------------------ | --------------- | ------------- | ----------------- |
| 6-40   | 1920 | R6; Schieber Liz. Fischer |                    |                   |                    | Touring, 5 Pl.  | 2290,-        | Prototyp          |
| 6-40A  | 1921 | R6; ohv Falls             | 195.825 / 3209     | 35 / 26,1         | 117 / 2972         | Roadster, 2 Pl. | 1295,-        | [ 3 ]             |
| 6-40A  | 1921 | R6; ohv Falls             | 195.825 / 3209     | 35 / 26,1         | 117 / 2972         | Touring, 5 Pl.  | 1295,-        | [ 3 ] [ 4 ] [ 7 ] |
| 6-40A  | 1922 | R6; ohv Falls             | 195.825 / 3209     | 35 / 26,1         | 117 / 2972         | Roadster, 2 Pl. | 1295,- 2250,- | [ 3 ] [ 5 ]       |
| 6-40A  | 1922 | R6; ohv Falls             | 195.825 / 3209     | 35 / 26,1         | 117 / 2972         | Touring, 5 Pl.  | 1295,- 2250,- | [ 3 ] [ 5 ]       |
| 6-40A  | 1922 | R6; ohv Falls             | 195.825 / 3209     | 35 / 26,1         | 117 / 2972         | Sedan           | 1995,-        | [ 5 ]             |
| 6-40A  | 1923 | R6; ohv Falls             | 195.825 / 3209     | 35 / 26,1         | 117 / 2972         | Roadster, 2 Pl. | 1095,- 2250,- | [ 3 ] [ 6 ]       |
| 6-40A  | 1923 | R6; ohv Falls             | 195.825 / 3209     | 35 / 26,1         | 117 / 2972         | Touring, 5 Pl.  | 1095,- 2250,- | [ 3 ] [ 6 ]       |
| 6-40A  | 1923 | R6; ohv Falls             | 195.825 / 3209     | 35 / 26,1         | 117 / 2972         | Coupé           | 1750,-        | [ 6 ]             |
| 6-40A  | 1923 | R6; ohv Falls             | 195.825 / 3209     | 35 / 26,1         | 117 / 2972         | Sedan           | 1825,-        | [ 6 ]             |

Aufgrund von Rundungen in den Quellen kann es bei der Berechnung des Hubraums zu Scheingenauigkeit kommen.
Die Angaben in dieser Tabelle wurden aus mehreren Quellen zusammengestellt und teilweise umgerechnet. Sie beruhen auf dem ursprünglich von der Association of Licensed Automobile Manufacturers entwickelten N.A.C.C.-Rating.

## Produktionszahlen
| Modelljahr | Stückzahl | Anmerkungen                 |
| ---------- | --------- | --------------------------- |
| 1920       | 100       | Modelljahr 1921             |
| 1921       | 223       | inkl.ca. 5–20 Premocar 4-80 |
| 1922       | 147       |                             |
| 1923       | 93        |                             |
| Total      | 563       |                             |

Die nebenstehenden Produktionszahlen nach Modelljahr beruhen auf Angaben der Automobilhistoriker Beverly Rae Kimes und Henry Austin Clark, jr. im Standard Catalogue of American Cars 1805–1942.
Außer im verkürzten Modelljahr 1923 stellte Premocar stets eine Stückzahl über 100 Einheiten pro Jahr her. Die Produktion des 4-80 war minimal.

## Der Premocar 6-40A heute
Es sind keine existierenden Premocar- oder Preston-Fahrzeuge bekannt.

## Literatur

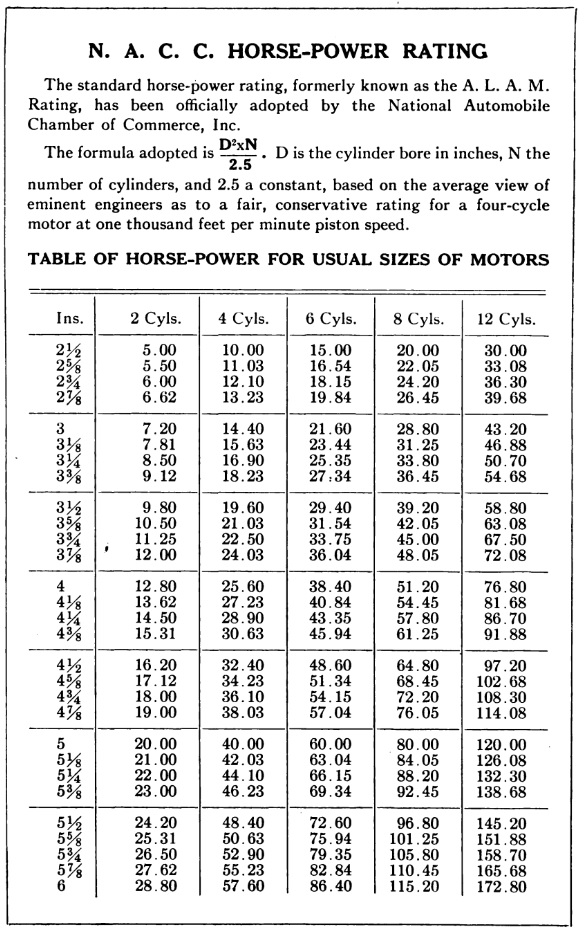
N.A.C.C.-Rating.